# TX Рыб
TX Рыб, (TX Piscium, 19 Piscium, сокр. TX Psc) — углеродная звезда в созвездии Рыб. Это одна из самых красных звёзд, видимых невооружённым глазом и со значительным красноватым оттенком, если смотреть в бинокль. Из измерений параллакса, полученных во время миссии Hipparcos, известно, что звезда удалена примерно на 900 св. лет (280 пк.) от Солнца.

## Спектр звезды
TX Рыб — очень красная звезда: на синих длинах волн она излучает на 2,6 величины слабее, чем в середине визуального диапазона, а в ультрафиолете — ещё на 3,3 величины меньше.
Ей был присвоен спектральный класс C7,2, указывающий на относительно холодную углеродную звезду с умеренной силой полосы Свана C2. Также звезда имеет альтернативную классификацию C-N5 C24, что предполагает более горячую звезду с более сильными полосами Свана C2. Отмечалось, что спектральные особенности звезды меняются.

## Переменность
Яркость TX Рыб колеблется между величинами +4,9m и +5,5m и звезда классифицируется как медленная неправильная переменная. Фотометрия показала некоторую периодичность в колебаниях яркости в 224 дня и некоторые спектральные колебания в течение 450 дней, что позволяет предположить, что звезда всё-таки является пульсирующей. Звезда, по-видимому, лежит на кривой «период-светимость», соответствующей пульсациям основной частоты, необычным для полуправильных или медленных неправильных переменных, которые обычно пульсируют в обертоне. Измеренный угловой диаметр звезды около 10 мсек, хотя он варьируется в зависимости от наблюдаемой длины волны, и атмосфера выглядит очень асимметричной. Рядом со звездой может быть один или несколько элементов выброшенного материала в виде «шариков». Некоторые наблюдения показывают, что её угловой диаметр изменяется синхронно с яркостью.

## Свойства
TX Рыб — это звезда, лежащая на асимптотической ветви гигантов с температурными пульсациями (ТП-АВГ), и это означает, что у звезды основным источником энергии является горение гелия в тонкой оболочке вокруг ядра, которое уже состоит из углерода и кислорода. Звёзды на стадии ТП-АВГ обычно нестабильны, с большой потерей массы и пульсациями.
Периодические вспышки гелиевой оболочки в звезде типа ТП-АВГ известны как тепловые вспышки и они приводят к потере водородной оболочки. Это создаёт сильную конвекцию и запускает тройную гелиевую реакцию (ТГР), которая выносит на поверхность продукты синтеза гелия, такие как углерод. После нескольких циклов ТГР содержание углерода в атмосфере звезды начинает превышать содержание кислорода, и тогда звезда называется углеродной звездой. В TX Рыб отношение углерода к кислороду равно 1,03, что находится в нижней части шкалы углеродных звёзд. Считается, что это относительно молодая углеродная звезда.
TX Рыб имеет массу приблизительно 2M⊙. Моделирование наблюдаемых свойств звезды предполагает массу от 1 до 2M⊙, в то время как эволюционные модели предполагают массу от 2 до 3M⊙. В частности, звёзды с массой ниже 2M⊙ не должны превращаться в углеродные звезды.
Считается, что температура TX Рыб колеблется от 3 080 К при минимальной яркости до 3 170 К при максимальном. Точно так же его светимость варьируется от 7 019 до 7 876 L⊙. Многие из физических свойств звезды являются неясными из-за неопределённости расстояния до неё. Параллакс, полученный во время миссии Hipparcos, даёт расстояние до звезды 275 парсек, но другие оценки дают расстояния до неё 315 парсек .
Сейчас термоядерный синтез идёт только во внешних оболочках звезды, способствуя её расширению. Таким образом, звезда увеличилась в размере в 295 раз больше радиуса Солнца, т.е. её радиус будет 1,37 а.е., что почти в полтора раза больше среднего расстояния от Земли до Солнца (несколько меньше орбиты Марса). В настоящее время звезда излучает почти в 7 000 раз больше энергии, чем Солнце, при эффективной температуре около 3 100 К, что придаёт ей характерный ярко-красный оттенок углеродной звезды.